# 1816
Cette page concerne l'année 1816 (MDCCCXVI en chiffres romains) du calendrier grégorien.
L'année 1816 est une année bissextile qui commence un lundi.

## Événements
À la suite de l'Éruption du Tambora en 1815, un écran de poussière en haute atmosphère provoque un hiver volcanique qui singularise cette année sans été. L'agriculture est touchée par la baisse de température, les récoltes sont catastrophiques, l'Amérique du Nord, la Chine et l'Europe subissent des famines. Les chevaux sont décimés car le fourrage manque et que les humains affamés les mangent, par contrecoup cela réduit leur capacité de se déplacer, incidemment, ces pénuries ont incité Karl von Drais à participer à l'invention du vélo.

### Afrique
- 10 avril : une flotte anglo-hollandaise commandée par lord Exmouth arrive devant La Goulette et obtient du bey de Tunis Mahmoud la libération des esclaves chrétiens, la paix avec le Piémont et les Deux-Siciles et l'abolition de la course[2].
- 23 avril : fondation de Bathurst (Banjul) en Gambie par les Britanniques[3], qui rend pratiquement impossible la traite négrière.
- 27 avril : l'escadre de lord Exmouth obtient du pacha de Tripoli la libération de 580 esclaves chrétiens et la signature de traités de paix avec le Piémont et les Deux-Siciles[2].
- 30 avril - 1er mai : les janissaires tentent un coup d’État contre le bey de Tunis Mahmoud qui a cédé à l'ultimatum britannique, qui échoue. La milice turque quitte la Tunisie[4].
- 2 juillet : échouement de la frégate Méduse, sur les récifs de l'île d'Arguin, sur la côte de Mauritanie[5].
- 27 août : bombardement de la rade d’Alger par la flotte anglo-hollandaise (lord Exmouth et van Capellen). Libération des esclaves européens[6].
- 4 octobre : mort de l'explorateur britannique James Kingston Tuckey lors d'une expédition le long du fleuve Congo jusqu'aux chutes de Yelala et inaugure ainsi la période des « explorations scientifiques » du XIXe siècle en Afrique centrale et australe[7].
- Novembre : départ de Saint-Louis de l'expédition de Peddie et Campbell au Fouta-Djalon et en Sierra Leone[8].
- 10 décembre : arrivée à Saint-Louis de l'abbé Giudicelli. Le 17 décembre il est nommé préfet apostolique du Sénégal et de Gorée[9].

- Afrique australe : à la mort de Senzangakona, son fils Chaka s’empare du pouvoir avec l’aide de Dingiswayo au détriment de son demi-frère. Il devient chef des Zoulous et organise son peuple en une redoutable armée[10].
- Le chef des musulmans du Macina Amadou Hammadi Boudou déclare le djihad. Son influence devient si grande que le chef peul animiste du Macina demande de l’aide à Da Coulibali, roi de Ségou, qui envoie une armée contre les musulmans (1818)[11].

### Amérique
- 22 février : victoire espagnole sur les insurgés colombiens à la bataille de Cachirí[12].

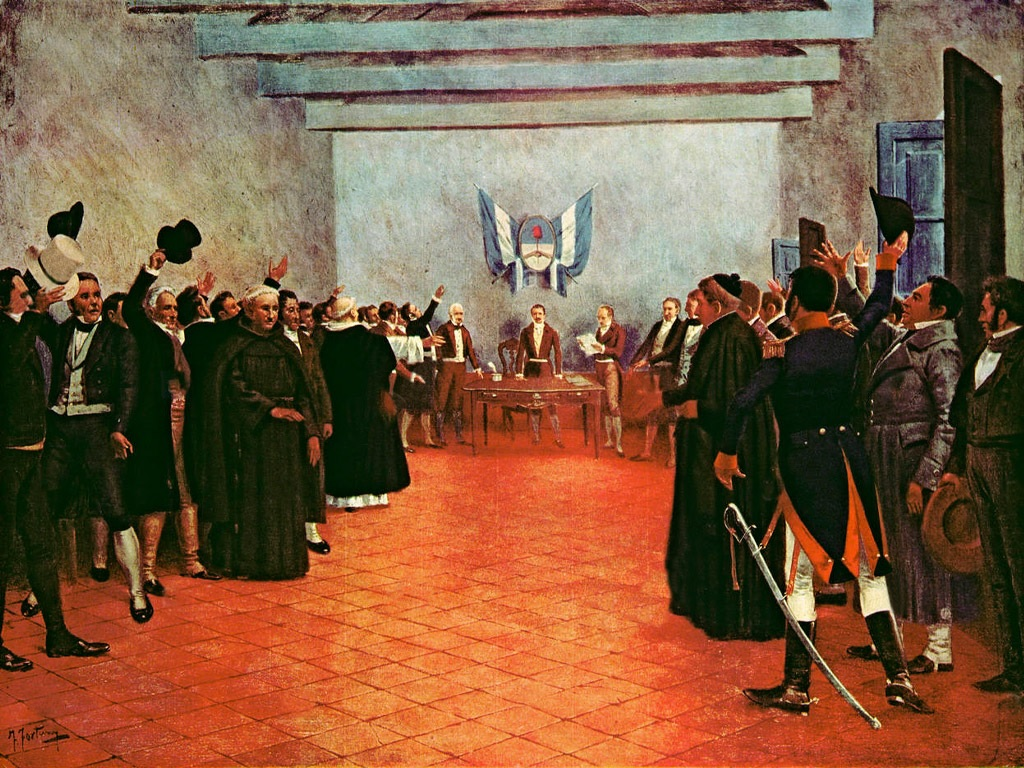
24 mars-9 juillet : congrès de Tucumán.

- 24 mars : ouverture du congrès de Tucumán[13].

- 2 mai : victoire navale des patriotes vénézuéliens à la bataille de Los Frailes[14].

- 2 juin, 6 juillet et 31 décembre : décrets de Bolívar contre l’esclavage[15].
- 30 juin : victoire décisive des Espagnols de Juan de Sámano sur les insurgés colombiens à la bataille de la Cuchilla del Tambo[12].

- 1er juillet : prise de Popayán par l'armée espagnole de Sámano, qui achève la reconquête de la Nouvelle-Grenade[16]. Les Provinces-Unies de Nouvelle-Grenade sont dissoutes.
- 9 juillet : le congrès de Tucumán proclame l’indépendance de l’Argentine et des Provinces-Unies d’Amérique du Sud[13]. Il scelle la victoire de la junte révolutionnaire et de sa figure de proue, José de San Martín. L’Argentine reçoit son indépendance formelle de la part de l’Espagne.
- 19 juillet : début de l'invasion de la Bande orientale par l'armée luso-brésilienne (1816-1817)[17].

- 23 octobre : Juan de Sámano, nommé commandant général de Nouvelle-Grenade arrive à Bogota[18]. Il instaure un Régime de terreur[12].

- 7 novembre : victoire espagnole sur les insurgés mexicains à la bataille de Cañada de Los Naranjos[19].
- 19 novembre : bataille d'India Muerta[20]. L’Uruguay, en révolte contre l’Espagne, est annexé par le Brésil (fin en 1828).

- 11 décembre : l'Indiana devient le dix-neuvième État de l'Union américaine[21].

### Asie
- 28 février, Guerre anglo-népalaise : le Népal est vaincu par les Britanniques à Makwanpur[22].

- 4 mars : ratification du traité de Segauli (en)[23]. Le Népal devient un protectorat des Indes britanniques et doit leur céder d’importants territoires. Le traité reconnaît l’autonomie du pays et prévoit l’installation d’un résident anglais à Katmandou.

- 19 août : les Britanniques rétrocèdent Java aux Pays-Bas. Les Hollandais installent une administration directe sur l’ensemble de leurs possessions[24].

### Europe
- 9 février : à Saint-Pétersbourg, fondation de la société sécrète l’Union du salut[25], recrutant parmi les officiers libéraux (Mouraviov, Troubetzkoy, Pestel) et réclamant une constitution.

- 16 mars : traité de Turin, 32 communes, pour certaines savoyardes et d'autres françaises, sont incorporées dans le canton de Genève ayant rejoint la Confédération suisse un an auparavant[26].
- 20 mars : le prince-régent, réfugié au Brésil, devient le nouveau roi de Portugal, sous le nom de Jean VI de Portugal (João VI)[27].

- 14 avril : traité de Munich. Le duché de Salzbourg passe de la Bavière à l’Autriche[28].

- 23 mai : affranchissement des serfs en Estonie[29] (sans la terre).

- 1er juin : le ministre des finances autrichien Johann Stadion (1815-1824) fonde la banque nationale autrichienne[30].
- 22 juin : Lord Liverpool's coinage Act ou Gold Standard Act instituant le monométallisme-or (étalon-or) au Royaume-Uni et créant deux unités monétaires, le souverain et le demi-souverain remplaçant la guinée[31].

- 16 juillet : motu proprio Quanto per ammirabile. Le pape Pie VII définit le statut de l’État pontifical reconstitué[32].

- 3 août : création du Royaume d'Illyrie par la monarchie autrichienne. Le baron Latterman est nommé gouverneur civil et militaire du Royaume d’Illyrie[33].
- 21 août (9 août du calendrier julien) : Ioánnis Kapodístrias devient ministre des Affaires étrangères en Russie conjointement avec Charles Robert de Nesselrode (1816 - 1822)[34].
- 22 août (10 août du calendrier julien) : le prince Alexandre Nikolaïevitch Golitsyne devient ministre de l’instruction publique en Russie[35] (fin le 15/27 mai 1824).
- 23 août : autorisation d’enseigner le tchèque dans les lycées de Bohême (1816-1821)[36].
- 28 août-22 novembre : conférence de Londres, qui réunit les nations du congrès de Vienne, pour la création ligue maritime internationale contre la traite et la course, sans succès[37].
- 19 novembre : fondation de l’université de Varsovie[38].

- 2 décembre : un rassemblement de radicaux organisé à Spa Field (Londres), tourne à l’émeute[39]. Début de mouvements sociaux au Royaume-Uni (1816-1820).
- 12 décembre, Caserte : union de la Sicile à Naples, abolition de sa constitution et suppression de son armée. Ferdinand IV de Bourbon devient roi des Deux-Siciles[40].

## Naissances en 1816
- 3 janvier : Marguerite Boucicaut, née Guérin, femme d'affaires française († 8 décembre 1887).
- 9 janvier :
  - Lodovico Aureli, graveur et peintre italien († 9 août 1865).
  - Hother Hage, homme politique et juriste danois († 9 février 1873).
- 21 janvier : Hortense Céline Rousselin-Corbeau de Saint-Albin, peintre française († 14 avril 1874).
- 2 février : Louis Feltz, compositeur et pédagogue français († 22 décembre 1891).
- 20 février : Joseph Poniatowski, musicien, artiste lyrique, diplomate et homme politique naturalisé français († 3 juillet 1873).
- 22 février :
  - Thomas Gambier Parry, artiste, collectionneur d'art et philanthrope britannique († 28 septembre 1888).
  - Philippe Rousseau, peintre paysagiste, animalier et de genre français († 5 décembre 1887).
- 25 février : Ramón Matías Mella, homme politique dominicain († 4 juin 1864).
- 27 février :
  - Gustave Charles Ferdinand de Bonstetten, archéologue suisse († 9 mars 1892).
  - « Desperdicios » (Manuel Domínguez), matador espagnol († 6 avril 1886).
- 28 février : Julius Rühlmann, musicien allemand († 27 octobre 1877).

- 19 mars : Johannes Verhulst, compositeur néerlandais († 17 janvier 1891).
- 22 mars : John Frederick Kensett, peintre et graveur américain († 14 décembre 1872).
- 25 mars : Cherubino Cornienti, peintre italien († 12 mai 1860).
- 23 mars : Paul Bataillard, archiviste paléographe et ethnographe français († 1er mars 1894).
- 29 mars :
  - George Elvey, organiste et compositeur anglais († 9 septembre 1893).
  - Tsultrim Gyatso, le dixième dalaï-lama († septembre 1837).

- 9 avril : Charles-Eugène Delaunay, astronome et mathématicien français († 5 août 1872).
- 12 avril : Hermann Ploucquet, taxidermiste allemand († 16 février 1878).
- 13 avril : William Sterndale Bennett, pianiste et chef d'orchestre britannique († 1er février 1875).
- 17 avril : Henri Prosper Alfred Destailleur, peintre français († 1901).
- 22 avril : Gheorghe Panaiteanu Bardasare, peintre, graveur et dessinateur roumain († 9 novembre 1900).

- 1er mai : Camille Marcille, peintre, collectionneur d'art et conservateur de musée français († 3 août 1875).
- 6 mai : Georges Diebolt, sculpteur et peintre français († 7 novembre 1861).
- 21 mai : Léon Gaucherel, graveur et peintre français († 7 janvier 1886).
- 24 mai : Emanuel Leutze, peintre américain d'origine allemande († 18 juillet 1868).
- 29 mai : Ivan Kukuljević Sakcinski, homme politique et écrivain croate († 1er août 1889).

- 3 juin : François Prume, violoniste et compositeur belge († 14 juillet 1849).
- 12 juin : Nils Blommér, peintre suédois († 1er février 1853).
- 23 juin : Henri Charles Antoine Baron, peintre et illustrateur français († 11 septembre 1885).
- 24 juin : Évariste de Valernes, peintre français († 5 mars 1896).
- 29 juin : Jacob van Zuylen van Nijevelt, homme politique néerlandais († 4 novembre 1890).

- 7 juillet : Johann Rudolf Wolf, astronome suisse († 6 décembre 1893).
- 8 juillet : Charles-Édouard Boutibonne, peintre français († 7 février 1897).
- 16 juillet : Antoine-François Marmontel, pianiste, pédagogue et musicographe français († 17 janvier 1898).
- 24 juillet : Prudent Beaudry, homme politique américain d'origine canadienne-française († 6 octobre 1893).

- 4 août : Russell Sage, financier et homme politique américain († 22 juillet 1906).
- 8 août : Filippo Parlatore, botaniste italien († 9 septembre 1877).
- 17 août : Benjamin Bilse, maître de chapelle, directeur musical et compositeur allemand († 13 juillet 1902).

- 4 septembre : François Bazin, compositeur et pédagogue français († 2 juillet 1878).
- 6 septembre : Henri Jules Bataille, militaire français, général de division d’infanterie († 10 janvier 1882).
- 22 septembre :
  - Charles Leickert, peintre belge († 5 décembre 1907).
  - Edwin Whitefield, lithographe américain († 26 décembre 1892).

- 4 octobre : Eugène Pottier, goguettier, poète et révolutionnaire français, auteur des paroles de L'Internationale († 6 novembre 1887).
- 15 octobre : Henri Dupuy de Lôme, ingénieur du génie maritime, homme politique français (1er fevrier 1885).
- 18 octobre : Friedrich Wilhelm Adami, écrivain, dramaturge et critique de théâtre allemand († 5 août 1893).
- 28 octobre : Émerand Forestié, imprimeur et historien français († 24 janvier 1900).

- 24 novembre :
  - Laurent Détouche, peintre français († 29 avril 1882).
  - William Crawford Williamson, naturaliste britannique († 23 juin 1895).
- 25 novembre : Louis Nicolas Matoux, peintre français († janvier 1888).
- 26 novembre : Joseph Stevens, peintre animalier et graveur belge († 2 août 1892).

- 2 décembre : François Debon, peintre français († 29 février 1872).
- 8 décembre : Edvard Helsted, compositeur danois († 1er mars 1900).
- 12 décembre : José María Cabral, militaire et homme politique dominicain († 28 février 1899).
- 17 décembre : Jean Michaëli, auteur-compositeur, avocat et ingénieur († 17 janvier 1895).

- Date inconnue :
  - Teodoro Duclère, peintre de paysages et dessinateur italien († 1867).
  - Félix Frías, homme politique et journaliste argentin († 1881).
  - Alfred Rethel, peintre allemand († 1er décembre 1859).

## Décès en 1816
- 2 janvier : Guyton de Morveau chimiste français (° 4 janvier 1737).

- 6 février : Gerrit Malleyn, peintre néerlandais (° 1er janvier 1773).
- 16 février :
  - Innocenzo Ansaldi, poète, écrivain, historien de l’art et peintre italien (° 12 février 1734).
  - Abel Burja, pasteur protestant et inventeur allemand (° 30 août 1752).

- 5 juin : Giovanni Paisiello, compositeur napolitain (° 9 mai 1740).
- 18 juin : Jacques Wilbault, peintre français (° 28 mars 1729).
- 27 juin : Domenico Agostino Vandelli, naturaliste italien (° 8 juillet 1735).

- 6 juillet : Miguel de Pombo,  homme politique et universitaire colombien (° 16 novembre 1779).
- 23 juillet : William Alexander, peintre, illustrateur et graveur anglais (° 10 avril 1767).

- 4 août : François-André Vincent, peintre français (° 30 décembre 1746).
- 7 août : Joseph Bernard, homme politique français (° 28 juillet 1745).
- 26 août : Charles Hubert Millevoye, poète français (° 24 décembre 1782).

- 6 septembre : Pierre-Amable de Bonne, seigneur, avocat, juge et homme politique canadien (° 25 novembre 1758).

- 16 octobre : James Tod, homme politique canadien (° 1742).

- 7 novembre : Hyacinthe-Gabrielle Roland, actrice française (° 1766).

- 10 décembre : Louis Marie Turreau, conventionnel et général français (° 4 juillet 1756).
- 11 décembre : Adolf Hartwig Heinrich von Bülow, fonctionnaire allemand (° 14 octobre 1787).
- 28 décembre : Jacques-Nicolas Frainais d'Albert, peintre et professeur de dessin français (° 9 décembre 1763).

- Date précise inconnue :
  - Francisco Gustà, historien polémiste jésuite espagnol de langue italienne (° 1744).

- Vers 1816 :
  - Fernando Ferandiere, guitariste et compositeur espagnol (° vers 1740).